# Heinrich Wylsynck

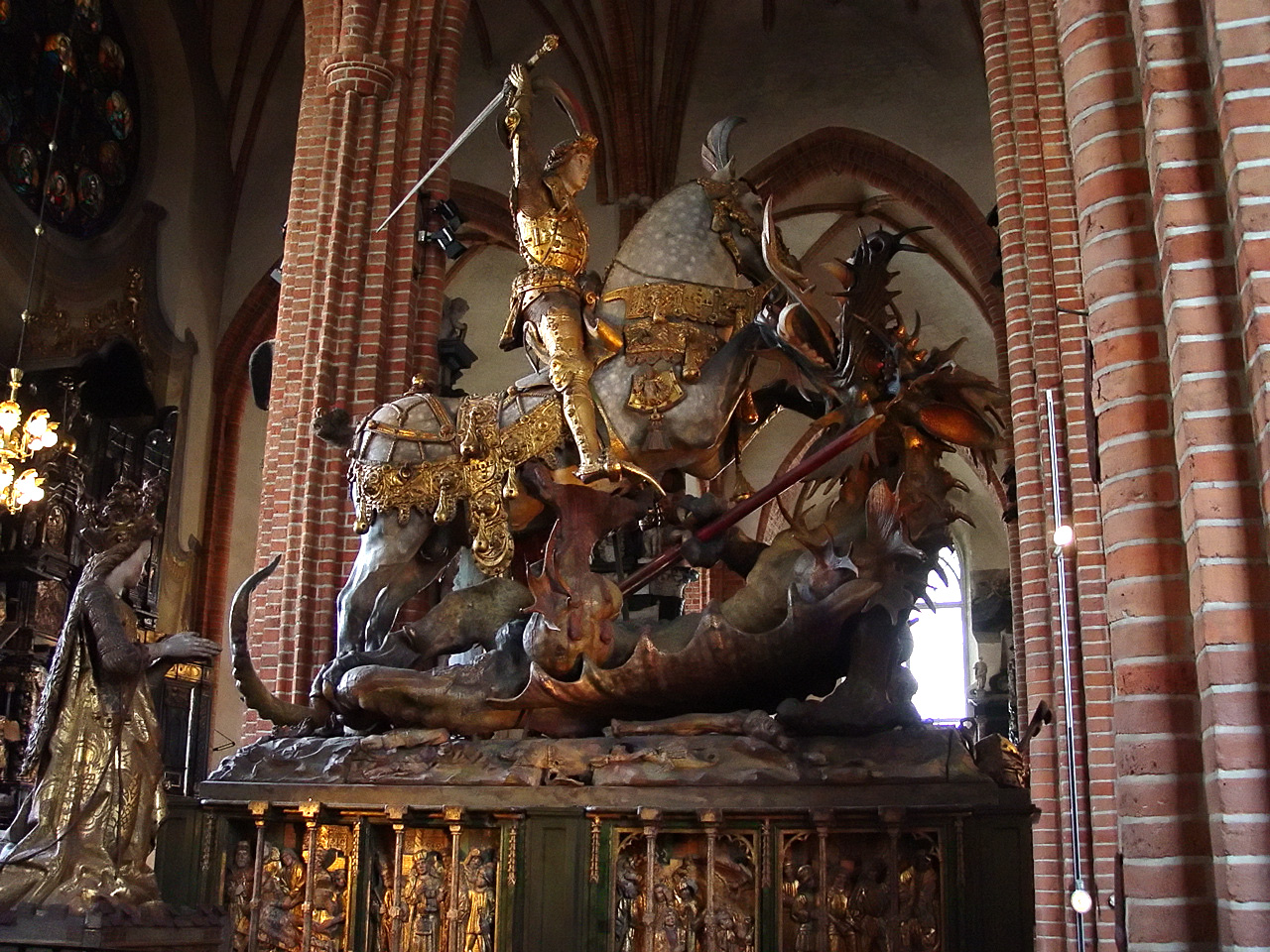
Sankt Göran och draken I Storkyrkan i Stockholm

Heinrich Wylsynck, född på 1400-talet, död 1533, var en tysk träsnidare från Lübeck.
Han assisterade 1484-89  Bernt Notke vid dennes arbete med träskulpturen Sankt Göran och draken för Storkyrkan i Stockholm. Det har antagits att prinsessan i skulpturgruppen utförts av Wylsynck.